# اینیواکی ایزپورا
اینیواکی ایزپورا (انگلیسی: Iñaki Aizpurua؛ زادهٔ ۵ مهٔ ۱۹۷۰) بازیکن فوتبال اهل اسپانیا است.
از باشگاه‌هایی که در آن بازی کرده‌است می‌توان به باشگاه فوتبال لوانته و باشگاه فوتبال رئال سوسیداد اشاره کرد.